# Вергунов, Аркадий Павлович
Аркадий Павлович Вергунов (25 августа 1929 года — 30 апреля 2017 года) — советский и российский архитектор и ландшафтный дизайнер, доктор архитектуры (1987), профессор, руководитель кафедры «Ландшафтная архитектура» МАРХИ. Стоял у истоков становления специальности «ландшафтный архитектор» в России.

## Биография
В 1954 году окончил Московский архитектурный институт. Работал в Гипрогоре, Гипрокоммунстрое, а с 1965 года в ЦНИИП градостроительства, в котором в 1968 году защитил диссертацию на степень кандидата архитектуры и до 1976 года занимал должность заведующего отделом садов, парков, лесопарков и внешнего благоустройства городов. Автор более 40 градостроительных и архитектурно-ландшафтных проектов. Разработанные им генеральные планы определили развитие многих городов и загородных поселений страны. Член Союза архитекторов (1964).
С 1978 года начал работать в Московском архитектурном институте в качестве заведующего кафедрой «Ландшафтная архитектура», став преемником создателя этой кафедры Л. С. Залесской, а затем в качестве профессора этой кафедры. Вергунов разработал программу подготовки архитекторов ландшафтной специализации, стоял у истоков становления специальности «ландшафтный архитектор» в России.
В 1987 году защитил диссертацию на степень доктора архитектуры по теме «Город и природное окружение». 
В разные годы преподавал на Биологическом и Географическом факультетах МГУ, в Университете Дружбы народов, Университете Леса, в Версальской школе ландшафтного искусства (Франция), университетах штатов Нью-Джерси и Вермонт (США), Тишринском университете (Сирия) и др.
Автор более 110 научных работ на русском, немецком, английском, финском языках, среди них ряд ряд учебников, справочников по ландшафтной архитектуре и садово-парковому искусству, научно-популярных монографий (в соавторстве с директором парка «Лосиный остров» В. А. Гороховым) по искусству создания садов и парков в России, в которых впервые было показано своеобразие исторических судеб этого искусства, начиная с допетровской Руси и кончая рубежом XIX—XX веков: «Русские сады и парки» (1987), «Вертоград: Садово-парковое искусство России» (1996) и др.
С 1990-х годов Аркадий Павлович Вергунов — действительный академик РАЕН Центрального регионального отделения наук о лесе (ЦЕНТРОНОЛ), советник Российской Академии архитектуры и строительных наук, член экспертного совета по строительству и архитектуре.
С 1993 года принимал участие в работе Диссертационных Советов МАРХИ, ЦНИИП градостроительства, НИИ культурного и природного наследия.
Среди его общественных поручений — работа в штабе МОСА по благоустройству Москвы, секции Научно-методического совета Министерства культуры РФ, секции озеленения Всероссийского общества охраны природы, Ученом совете национального парка «Лосиный Остров», правлении Общества изучения русской усадьбы, правлении Всероссийского объединения ландшафтных архитекторов и др.
Скончался 30 апреля 2017 года.

## Избранные труды
- Артамонов В., Вергунов А., Хромов Ю. Эстетические закономерности формирования ансамбля. // Архитектурные композиции садов и парков. М., 1980.
- Вергунов А. П. Архитектурно-ландшафтная организация крупного города. — Л. : Стройиздат. Ленингр. отд-ние, 1982. — 134 c.
- Вергунов А. П. Архитектурно-ландшафтная организация озелененных пространств в городских центрах: учебное пособие. - М., 1986.
- Вергунов А. П., Горохов В. А. Русские сады и парки. М.: Наука, 1988.
- Вергунов А. П. Усадебные и дворцово-парковые комплексы в системе заповедных исторических ландшафтов. // Русская усадьба. ОИРУ. Вып. 1 (17). М. Рыбинск, 1994. С.36—46.
- Парк и отдых. Тенденции развития парков. Сб.научн.тр. /НИИ культуры. Редакционная коллегия: А. П. Вергунов, Л. Г. Лабурдова, Е. М. Петоян (отв. ред.). — М., 1991. — 104 с.
- Вергунов А. П., Горохов В. А. Вертоград : Садово-парковое искусство России (от истоков до нач. XX в.). — М. : Культура, 1996. — 430 с. — ISBN 5-8474-0124-8
- Вергунов А. П. Садово-парковое искусство России от истоков до начала XX века. М.: Белый город, 2007.
- Ландшафтная архитектура: специализированные объекты : учебное пособие для студентов высших учебных заведений, обучающихся по специальности «Садово-парковое и ландшафтное строительство» / О. Б. Сокольская, В. С. Теодоронский, А. П. Вергунов. - 2-е изд., стер. - Москва : Академия, 2008.
- Монастыри Земли Русской / А. П. Вергунов, В. А. Горохов. - Москва : Изд-во журн. «Москва», 2009.
- Вергунов А. П. Усадебные и дворцово-парковые комплексы в системе заповедных исторических ландшафтов // Архитектура и строительство России. 2012. № 12. С. 12-19.